# Danamiara
Danamiara, également orthographié Danamira, est une localité située dans le département de Kampti de la province du Poni dans la région Sud-Ouest au Burkina Faso.

## Géographie
Danamiara est situé sur les bords de la rivière Toumpo, à environ 25 km au sud-est de Kampti, le chef-lieu du département, à 2 km au sud-est de Passéna ainsi qu'à 7 km à l'est de Galgouli et de la route nationale 12 menant à la frontière ivoirienne.

## Santé et éducation
Le centre de soins le plus proche de Danamiara est le centre de santé et de promotion sociale (CSPS) de Passéna tandis que le centre médical est à Kampti et que le centre hospitalier régional (CHR) de la province se trouve à Gaoua.